# التهاب كبدي
التهابات الكبد مجموعة من الأمراض ذات سببيات متباينة تشترك بوجود التهاب خلالي حاد أو مزمن في الكبد. يعدّ التهاب الكبد حاداً إذا استمر أقل من ستة أشهر ومزمناً إذا استمر أطول من ذلك.

## السببيات
تحدث التهابات الكبد نتيجة إصابة الكبد بعوامل ممرضة عديدة. وتصنف التهابات الكبد وفق العامل المسبب إلى:
التهابات الكبد العدوائية- الفيروسية (التهاب كبدي فيروسي)
التهاب الكبد A
التهاب الكبد B
التهاب الكبد C
التهاب الكبد D
التهاب الكبد E
التهاب الكبد G
التهابات الكبد أثناء الحمى الصفراء والعدوى بالفيروس المضخم للخلايا أو بفيروس أبشتاين بار أو فيروسات الهربس (الحلأ) والنكاف والحصبة الألمانية وحمى لاسا وغيرها.
- البكتيرية
كما في داء البريميات أو الزهري.
التهابات الكبد السميةالتهاب الكبد الكحولي
التهاب الكبد الدوائي
التهاب الكبد بعد التعرض إلى مواد كيميائية مختلفة
التهاب الكبد الشعاعي
التهابات الكبد الناجمة عن أمراض المناعة الذاتية.

## التهابات الكبد الفيروسية

### التهاب الكبد A
الحقائق الرئيسية
التهاب الكبد A مرض فيروسي يصيب الكبد ويمكنه إحداث أعراض خفيفة إلى وخيمة.
ينتشر المرض من خلال ظاهرة السراية البرازية-الفموية، أي عندما يتناول الفرد طعاماً أو شراباً ملوّثاً ببراز شخص يحمل العدوى.
هناك علاقة وثيقة بين المرض وتدني وسائل الإصحاح وانعدام عادات النظافة الشخصية، مثل غسل اليدين.
تحدث نحو 1,4 مليون حالة من حالات التهاب الكبد A كل عام.
يمكن أن تستشري الأوبئة بشكل انفجاري وتتسبّب في خسائر اقتصادية: فقد تضرّر نحو 300000 شخص من إحدى الفاشيات التي سُجّلت في شنغهاي في عام 1988.
تتمثّل أكثر الوسائل فعالية في مكافحة التهاب الكبد A في تحسين وسائل الإصحاح وتوفير اللقاح المضاد للمرض.
التهاب الكبد A هو نوع من العدوى الفيروسية التي تصيب الكبد. وينتشر الفيروس المسبّب للمرض عندما يتناول شخص لا يحمل العدوى (أو غير مُطعّم) طعاماً أو يشرب شراباً ملوّثاً ببراز شخص يحمل الفيروس المسبّب للمرض: وتُدعى تلك الظاهرة السراية البرازية-الفموية. وهناك علاقة وثيقة بين المرض وتدني وسائل الإصحاح وانعدام عادات النظافة الشخصية. ولا تتسبّب عدوى التهاب الكبد A، على عكس التهابي الكبد B و C، في إصابة الكبد بشكل مزمن ولا تؤدي إلى الوفاة إلاّ في حالات نادرة، ولكن يمكنها إحداث أعراض موهنة.
ويمكن أن يخلّف المرض آثاراً اقتصادية واجتماعية كبيرة في المجتمعات المحلية. فقد يستغرق شفاء المصابين به وعودتهم إلى العمل أو المدرسة أو الحياة اليومية أسابيع أو شهوراً بأكملها. كما يمكن أن تعاني مؤسسات إنتاج الأغذية التي ثبت تلوّثها بالفيروس، ووتيرة إنتاج الأغذية على الصعيد المحلي عموماً، من آثار ضخمة جرّاء المرض.

#### الأعراض
تتراوح أعراض التهاب الكبد A من أعراض خفيفة إلى وخيمة ومنها الحمى والتوعّك وفقدان الشهية والإسهال والغثيان والانزعاج البطني وتلوّن البول بلون داكن واليرقان (اصفرار البشرة وبياض العينين). ولا تظهر جميع هذه الأعراض على كل من يصيبه المرض. والمُلاحظ أنّها كثيراً ما تظهر لدى البالغين أكثر منه لدى الأطفال، كما أنّ وخامة المرض ومعدلات الوفيات الناجمة عنه تزيد بين الفئات الأكبر سناً. ولا يتعرّض المصابون من الأطفال دون سن السادسة، عادة، لأيّة أعراض ظاهرة، ولا يُصاب باليرقان إلاّ 10% منهم. أمّا لدى الأطفال الأكبر سناً والبالغين فإنّ العدوى تتسبّب، عادة، في ظهور أعراض أكثر وخامة، مع إصابة أكثر من 70% من الحالات باليرقان. ويُشفى معظم المصابين في غضون عدة أسابيع- أو أشهر في بعض الأحيان- دون وقوع أيّة مضاعفات تُذكر.
يمكن لأيّ شخص لم يتعرّض لفيروس التهاب الكبد A أو لم يُطعّم ضدّه سابقا أن يُصاب بعدوى هذا الفيروس. ويواجه الأشخاص الذين يعيشون في أماكن تنقصها وسائل الإصحاح مخاطر الإصابة بهذا المرض أكثر من غيرهم. وتحدث معظم حالات العدوى، في الأماكن التي ينتشر فيها الفيروس على نطاق واسع، خلال مرحلة الطفولة المبكّرة. ومن المخاطر الأخرى تعاطي المخدرات عن طريق الحقن أو العيش في بيت مع أسرة يحمل أحد أفرادها الفيروس أو ممارسة الاتصال الجنسي مع أحد المصابين بحالة حادة من العدوى.

#### سراية العدوى
ينتقل التهاب الكبد A بين الأشخاص، عادة، عندما يتناول شخص لا يحمل العدوى طعاماً أو يشرب شراباً ملوّثاً ببراز شخص يحمل الفيروس المسبّب للمرض. والجدير بالذكر أنّ المرض ينتقل أيضاً عن طريق الدم، ولكن بوتيرة أقلّ بكثير من طريقة الانتقال الأولى. وعادة ما تُعزى فاشيات الحالات المرضية التي تنتقل عن طريق الدم، رغم ندرتها، إلى مياه المجارير الملوّثة أو غير المعالجة بشكل كاف. والجدير بالذكر أنّ اختلاط الناس بشكل عابر لا يسهم في انتشار الفيروس.

#### العلاج
لا يوجد علاج محدّد ضدّ التهاب الكبد A. وقد يتم الشفاء من الأعراض الناجمة عن العدوى بوتيرة بطيئة ويستغرق عدة أسابيع أو أشهر. والغرض من المعالجة هو الحفاظ على راحة المصاب وضمان توازن تغذوي مناسب، بما في ذلك إعطاء السوائل البديلة التي تضيع جرّاء التقيّؤ والإسهال.

#### الوقاية من المرض
تتمثّل أكثر الوسائل فعالية في مكافحة التهاب الكبد A في تحسين وسائل الإصحاح والتطعيم ضدّ المرض.
ومن الأمور التي تسهم في الحد من انتشار التهاب الكبد A توفير إمدادات كافية من مياه الشرب النقية والتخلّص من مياه المجارير التي تفرزها المجتمعات المحلية بطرق سليمة، فضلاً عن ضمان ممارسات النظافة الشخصية، مثل غسل اليدين بانتظام.
وهناك، على الصعيد الدولي، عدة لقاحات متوافرة لمكافحة التهاب الكبد A. وجميع تلك اللقاحات متشابه من حيث مستوى الحماية التي تضمنها للناس ضد الفيروس المسبّب للمرض ومن حيث الآثار الضائرة التي تسبّبها. ولا يوجد أيّ لقاح مناسب للأطفال دون سن الواحدة.
وتمكّن جرعة لقاحية واحدة من توفير مستويات حمائية تضمنها أضداد الفيروس لدى جميع الناس تقريباً في غضون شهر واحد بعد تلقي اللقاح. كما تمكّن تلك الجرعة، حتى بعد التعرّض للفيروس، من توفير الحماية ضدّه في غضون الأسبوعين اللّذين يعقبان التعرّض له. غير أنّ صانعي اللقاح يوصون بإعطاء جرعتين من اللقاح لضمان حماية أطول تدوم 5 إلى 8 أعوام بعد التطعيم. وقد تم تمنيع ملايين الناس دون تسجيل أيّة آثار ضائرة خطيرة. ويمكن الاضطلاع بذلك التطعيم في إطار برامج التمنيع المنتظم التي تستهدف الأطفال وباللقاحات التي تُعطى، عادة، قبل السفر.
أين ينتشر المرض؟
يمكن تصنيف المناطق الجغرافية كمناطق ذات مستويات مرتفعة أو متوسطة أو منخفضة فيما يخص إصابات التهاب الكبد A.
المستويات المرتفعة: تبلغ مخاطر إصابة الفرد بالعدوى أثناء حياته، في البلدان النامية التي تشهد تدني مرافق الإصحاح وممارسات النظافة الشخصية بشكل كبير، نسبة تفوق 90%. وتحدث معظم حالات العدوى خلال مرحلة الطفولة المبكّرة ولا يتعرّض الأطفال المصابون لأيّة أعراض ظاهرة. أمّا الأوبئة فهي نادرة الحدوث لأنّ الأطفال الأكبر سناً والبالغين يمتلكون، عادة، المناعة اللازمة لمقاومة المرض. والمُلاحظ انخفاض معدلات الإصابة بالمرض وندرة الفاشيات في هذه المناطق.
المستويات المتوسطة: في البلدان النامية والبلدان التي تمرّ اقتصاداتها بمرحلة انتقالية والمناطق التي تشهد تغيّر ظروف الإصحاح يفلت الأطفال من الإصابة بالعدوى في مرحلة الطفولة المبكّرة. وما يدعو إلى السخرية احتمال أن تؤدي هذه الظروف الاقتصادية والإصحاحية المحسنة إلى ارتفاع معدلات الإصابة بالمرض، ذلك أنّ حالات العدوى تحدث بين الفئات السكانية الأكبر سناً، وإلى إمكانية وقوع فاشيات.
المستويات المنخفضة: تنخفض معدلات الإصابة بالعدوى في البلدان المتطورة التي تشهد ظروفاً جيدة من حيث مرافق الإصحاح وممارسات النظافة. وقد يظهر المرض بين المراهقين والبالغين ممّن ينتمون إلى فئات معرّضة لمخاطر عالية، مثل أولئك الذين يتعاطون المخدرات عن طريق الحقن والمثليين من الرجال والمسافرين الذين يقصدون المناطق المعرّضة لمخاطر شديدة، وإلى فئات سكانية منعزلة، مثل الطوائف الدينية المنغلقة على نفسها.
جهود التمنيع
ينبغي أن يشمل تخطيط برامج التمنيع الواسعة النطاق إجراء تقييمات اقتصادية دقيقة والنظر في إمكانية الأخذ بأساليب بديلة أو إضافية، مثل تحسين وسائل الإصحاح وضمان التثقيف الصحي من أجل تحسين النظافة الشخصية.
ويعتمد إدراج اللقاح المضاد لالتهاب الكبد A أو عدم إدراجه في عمليات التطعيم الروتينية التي تستهدف الأطفال على الظروف المحلية، بما في ذلك مستوى المخاطر التي يواجهها الأطفال. وقد أدرجت عدة بلدان، منها الأرجنتين والصين وإسرائيل والولايات المتحدة الأمريكية، ذلك اللقاح في عمليات التمنيع الروتينية المذكورة. وتوصي بلدان أخرى بإعطاء اللقاح للأشخاص المعرّضين لمخاطر الإصابة بالمرض بشكل كبير، بما في ذلك المسافرون الذين يقصدون أماكن يتوطنها الفيروس أو المثليون من الرجال أو أولئك الذين يعانون من مرض مزمن في الكبد (بسبب ارتفاع مخاطر إصابتهم بمضاعفات خطيرة إذا ما اكتسبوا عدوى التهاب الكبد A).
كما ينبغي أن تراعي التوصيات الخاصة بالتطعيم ضد التهاب الكبد A الخصائص المحلية، بما في ذلك إمكانية شنّ حملة تمنيع واسعة النطاق بسرعة. والجدير بالذكر أنّ عمليات التطعيم الرامية إلى مكافحة الفاشيات التي تلمّ بالمجتمعات المحلية تحرز أكبر نسبة من النجاح في المجتمعات الصغيرة، عندما تُستهل الحملة في مراحل مبكّرة وتتم تغطية مختلف الفئات العمرية بنسبة عالية. وينبغي استكمال جهود التمنيع بأنشطة التثقيف الصحي من أجل تحسين وسائل الإصحاح وممارسات النظافة الشخصية.

### التهاب الكبد B
الوقاية : يمكن الوقاية من التهاب الكبد B بواسطة لقاح التهاب الكبد الفيروسي B
يمكن معالجة التهاب الكبد الوباي للمصابين به عن طريق عقار الانتر فيرون وهو يستعمل ثلاثة مرات كل أسبوع وذلك فعد فحص وظايف الكبد وأنزيماتها وتعطى الجرعة حسب ارتفاع الأنزيمات للكبد .

## التهاب الكبد C
التهاب الكبد الفيروسي ج – الوباء الصامت - Hepatitis C
يعد التهاب الكبد الفيروسي (ج) من أسباب التهاب الكبد المزمن المهمة، وليس له أعراض في المراحل الأولى من الإصابة التي تمر عادة دون أن يعرف المصاب بحدوثها (أي أنه لا يسبب التهابآ حادآ في الكبد)
لم يكتشف الفيروس (ج) قبل سنة 1992 م، ولذلك انتقل الفيروس عن طريق التبرع بالدم من الأشخاص الحاملين لهاذا الفيروس، لأن الفحوص التي كانت تعمل قبل التبرع بالدم للتأكد من سلامة الدم المنقول لم تشمل هذا الفيروس الذي لم يكن قد اكتشف بعد، وبذلك فإن التهاب الكبد الفيروسي يشكل حوالي 90% من حالات التهاب الكبد الناتجة بسبب تلوث الدم المنقول.

### كيفية انتقال العدوى
تنتقل العدوى من الشخص المصاب إلى السليم عن طريق الدم الملوث بالفيروس المعدي، ويكون ذلك بالطرق التالية :
- أخذ دم منقول قبل عام 1992 أي قبل اكتشاف فيروس التهاب الكبد الفيروسي (ج).
- المشاركة في الإبر المستعملة لحقن الأدوية المخدرة.
- الوخز أو الجرح اللاإرادي بإبرة أو مشرط ملوث بالفيروس أثناء العمل في المختبرات أو في غرف العمليات أو للعاملين في غسيل الكلى.
- الوشم أو الحجامة بإبر غير معقمة، أو الحلاقة بموس ملوث بدم شخص مصاب بالفيروس.
- الجماع الجنسي، وهذه الطريقة ليست مهمة جدا، لأن الفيروس لا يوجد بكثرة في سوائل الجسم، ولذلك فإن انتقاله لا يحصل بصورة مؤكدة.
- لا تنتقل العدوى بفيروس التهاب الكبد بمصافحة أو معانقة الشخص المصاب بالمرض أو حامل الفيروس المعدى أو الجلوس بجانبه.

### الاعراض
لا يشتكي المصاب بفيروس التهاب الكبد من النوع «ج» عادة من أية أعراض وقت حدوث العدوى، وتظهر الأعراض فيما بعد، أي عند تحول الإصابة إلى التهاب مزمن.
ومن الأعراض التي يشكي منها المصاب:
- الإحساس بالتعب العام والإرهاق.
- الغثيان والقيء.
- ضعف الشهية.
- آلام في البطن.
- إسهال.
- ارتفاع في درجة الحرارة.

يعدّ التخلص من الفضلات والمواد الضارة من أهم أعمال الكبد، وعندما تتأثر الوظيفة بسب الالتهاب المزمن يعاني المصاب من اليرقان وهو تراكم المادة الصفراء في الدم، ويصير لون البول أصفرآ غامقآ، والبراز ذا لون فاتح، كما ترتفع انزيمات الكبد
تتحول الإصابة بالتهاب الكبد الفيروسي ج إلى اصابة مزمنة في حوالي 75% من حالات العدوى بالفيروس، ويصاب حوالي 20% منمهم بتليف الكبد في المراحل المتقدمة، كما أن نسبة معينة من المرضى يصابون بسرطان الكبد نتيجة لالتهاب الكبد المزمن.

### التشخيص
يمكن تشخيص الإصابة بـالتهاب الكبد الفيروسي (ج) بعمل تحليل مخبري للدم، يكشف فيه عن وجود الأجسام المضادة للفيروس. كما أن تحليل وظائف الكبد في الدم يبين مدى تأثر خلايا الكبد بـ الالتهاب الكبدي الفيروسي ج. يلجأ الطبيب في الحالات المتقدمة لأخذ عينة من الكبد لمعرفة حالة خلايا الكبد وتأثرها بوجود الالتهاب الكبدي الفيروسي –ج.

### العلاج
إن الهدف من العلاج هو التخلص من الفيروس وإيقاف تطور المرض. يتم تحويل الأشخاص المصابين بـ التهاب الكبد ولديهم الأجسام المضادة للفيروس في الدم بالإضافة إلى ارتفاع إنزيمات الكبد، لأخذ عينة من الكبد وفحصها تحت المجهر الإلكتروني، لمعرفة درجة الالتهاب أو التليف. أما بالنسبة للأشخاص الذين لم يصابوا بارتفاع أنزيمات الكبد، فليس هناك فائدة لتحويلهم إلى إخصائي الكبد لأن العلاج لا يعطى إلا لمن ارتفعت انزيمات الكبد لديهم بسبب تأثر خلايا الكبد. إذا وجد أن خلايا الكبد لا تزال طبيعية ولم تتأثر بالالتهاب، يعاد فحص الخلية بعد سنتين لمراقبة تقدم المرض. أما عندما تظهر التحاليل وجود تليف في خلايا الكبد، فلا بد من بدء العلاج، ويكون بواسطة عقار الإنترفيرون الذي يعطى ثلاث مرات أسبوعيا لمدة ستة أشهر. يقدر عدد المرضى الذي يستفيدون من العلاج بحوالي 40% من المرضى المعالجين. كما أن المريض ينصح بالراحة وبالتغذية الجيدة مع تجنب الدهون في الطعام، وبالابتعاد عن شرب الكحول الذي يزيد من حدة المشكلة.

### الوقاية
- تجنب استخدام فرش الأسنان وأمواس الحلاقة الخاصة بالآخرين
- تجنب المخدرات وخاصة التي تستعمل عن طريق الحقن
- تجنب استعمال الحقن وادوات التحليل للسكر التي سبق أن أستعملها شخص آخر
- استعمال الواقي أثناء الجماع إذا كان الطرف الآخر مصابآ بـ التهاب الكبد الفيروسي (ج)
- الحذر أثناء التعامل مع الدم الملوث بالنسبة للعاملين في المجال الصحي
- لبس قفازات أثناء التعامل مع الدم في الحوادث المنزلية(الجروح) عندما يكون أحد أفراد الأسرة بـ التهاب الكبد الفيروسي ج
- لم يكتشف لقاح خاص بـ الالتهاب الكبدي الفيروسي ج حتى الآن

## إلتهاب الكبد E
التهاب الكبد الوبائي (هـ) يعدّ من الأمراض الوبائية المرتبطة بتلوث المياه. لقد تسبب الفيروس (هـ) في حدوث عدة كوارث وبائية في عدة بلدان كالهند (1955 و1975-1976) والاتحاد السوفيتي (1975-1976) ونيبال (1973) وبرما (1976-1977) والجزائر (1980-1981) وساحل العاج (1983-1984) ومخيمات اللاجئين في شرق السودان والصومال (1985-1986) والمكسيك (1986).
بينت بعض الأبحاث أن هذا الفيروس تقريبا أصاب 10% من سكان المملكة العربية السعودية و25% من سكان جمهورية مصر العربية.

### طريقة انتقاله
ينتقل هذا الفيروس إلى الإنسان عن طريق الفم بواسطة الأكل أو الشرب الملوثين. ولأن الفيروس يخرج من جسم المصاب عن طريق البراز فعادة يكون سبب العدوى مياه الشرب الملوثة بمياه الصرف الصحي. تتراوح فترة حضانة الفيروس بين أسبوعين و9 أسابيع. ويعدّ الأشخاص بين 15-40 سنة أكثر عرضة للإصابة به. النساء الحوامل أكثر المعرضين وبشكل خاص للإصابة بهذا الفيروس وتكون نسبة الوفاة لديهم أعلى بكثير، إذ ربما تصل إلى 20% مقارنة بأقل من 1% عند الآخرين.

### الأعراض
سريريا لا يوجد فرق بين التهاب الكبد الوبائي (هـ) والتهاب الكبد الوبائي (أ). الفيروس (هـ) يسبب التهاب كبدي حاد عادة يزول تلقائيا والأعراض تشمل الصفار (اليرقان)،ضعف عام، ضعف الشهية، الغثيان، آلام البطن، وارتفاع الحرارة. من الممكن أن يؤدي الالتهاب إلى قتل خلايا الكبد وبالتالي إلى فشل كبدي ثم الوفاة خاصة عند النساء الحوامل.

### التشخيص
المعرفة بوجود كارثة وبائية تساعد على سرعة التشخيص. ويتم التأكد بعمل فحص للدم.

### العلاج
الفيروس (هـ) يسبب التهاب كبدي حاد عادة يزول تلقائيا لذلك لا يتم إعطاء أدوية ولكن ينصح المريض بالإكثار من شرب السوائل وتناول غذاء صحي ومتوازن.

### طرق الوقاية
- منع تلوث مياه الشرب بمياه الصرف الصحي
- شرب الماء النظيف
- تناول الأطعمة الغير ملوثة أو المطبوخة (الحرارة تقضي على الفيروس)
- الاهتمام بالنظافة الشخصية خاصة لدى المصابين وذلك بغسل اليدين بالماء والصابون بعد استعمال الحمام.

## التهابات الكبد السمية

### التهاب الكبد الكحولي
يجب التوقف عن شرب الكحول

### التهابات الكبد الدوائية
أهم الأدوية المسببة لالتهابات الكبد الدوائية هي:
- الاسبرين